# Dietrich I. (Lausitz)
Markgraf Dietrich (* um 990; † 19. November 1034) war ein sächsischer Feudalherr, als Dietrich II. Graf von Wettin, ab 1015 Graf im Schwabengau, ab 1017 Graf von Eilenburg und Brehna, Graf im Hassegau und im Gau Siusili und als Dietrich I. ab 1032 der erste Markgraf der Mark Lausitz aus dem Adelsgeschlecht der Wettiner. Er war ein Sohn des Grafen Dedo I. von Wettin.

## Leben
Zu Weihnachten des Jahres 1009 verlieh ihm König Heinrich II. in Pöhlde auf Bitten seiner Gemahlin und der Fürsten die Grafschaft und alle Lehen seines Vaters, worunter eine Grafschaft im nördlichen Hassegau und der Teil seines Vaters am Burgward Zörbig zu verstehen sind. Im Jahr 1017, nach dem Tod seines Onkels Friedrichs I. von Eilenburg, verlieh ihm der Kaiser das Komitat sowie Rechte im Gau Siusili. Dietrichs II. Gemahlin war Mathilde, die Tochter des Markgrafen Ekkehard I. von Meißen. 
Zusammen mit Markgraf Hermann I. von Meißen, einem Sohn Ekkehards I., sowie dem kaiserlichen Kämmerer Friedrich war er einer der Zeugen, die im Jahre 1018 den Frieden von Bautzen beschworen, der vorerst den seit 1002 herrschenden Krieg zwischen Heinrich II. und König Boleslaw von Polen beendete. Als es unter der Führung von Boleslaws Sohn Mieszko II. erneut zum Krieg kam, organisierte der Wettiner den Widerstand gegen Polen. Nach den Angaben des Annalista Saxo zum Jahre 1030 war es damals sogar Dietrich II. allein, der Mieszko wirksamen Widerstand leistete und ihn schließlich zurückwarf. Ab etwa 1032 war er Markgraf der Mark Lausitz. Am 19. November 1034 wurde Dietrich II. von Gefolgsleuten seines Schwagers Markgraf Ekkehard II. erschlagen.

## Nachkommen
- Dedo II. (* um 1010; † 1075), Markgraf der Lausitz (Dedo I.)
- Friedrich I. (* um 1020; † 18. April 1084), Bischof zu Münster
- Gero (* um 1020; † 1089), Graf von Brehna
- Thimo (* vor 1034; † 1091 oder 1118), Graf von Wettin
- Konrad, Graf von Camburg
- Rikdag
- Hidda

⚭ Spytihnev II. (* 1031; † 28. Januar 1061), Herzog von Böhmen (1055–1061)